# Dinastia davidica nelle profezie bibliche
Nella profezia della Bibbia alcuni versi si riferiscono al futuro della dinastia davidica. I cristiani sostengono che Gesù adempie a queste profezie, mentre gli scettici e gli ebrei non sono d'accordo.

## Le profezie

### La linea di Davide
Dopo Sedecia, l'ultimo re di Giuda che fu cacciato da Nabucodonosor II durante l'assedio di Gerusalemme (Geremia 32,4-5), il Signore affermò: «Davide non sarà mai privo di un discendente che sieda sul trono della casa di Israele» (Geremia 3,17). Ioiachin fu posto in una posizione di autorità durante l'esilio babilonese alla fine di 2 Re. Fu chiamato re in esilio in diversi elenchi babilonesi di razionamento alimentare.

### Ioiakim e Conia
Geremia profetizzò che Ioiakim non avrebbe avuto alcun erede sul trono di Davide (Geremia 36,30). Suo figlio Ioiachin gli succedette come re per tre mesi e dieci giorni primaché Nabucodonosor lo cacciasse, ultimo fra i discendenti di Ioiakim ad essere re (2 Cronache 36,8-9 come 24,8). Dopoché Ioiachin ebbe trascorso 37 anni in prigione, il successore di Nabucodonosor, Evil-Merodach, lo liberò e lo elevò al di sopra di tutti gli altri re prigionieri che erano a Babilonia (2 Re 25,27). Ioiakim fu l'antenato del padre terreno di Gesù, Giuseppe, secondo Matteo 1,11 (che ne omette il nome, al contrario di 1 Cronache  3,15–16 e 2 Re 24,8).
In Geremia 22,30 si afferma che né Ioiachin (chiamato Conia in Geremia 22,24) né alcuno della sua progenie avrebbe prosperato, seduto sul trono di Davide e regnato su Giuda.
In effetti, la progenie di Ioiachin non sedette sul trono di Davide e non regnò sul trono di Giuda. Evil-Merodach, re di Babilonia, diede a Ioiachin una regolare indennità giornaliera per tutti i giorni della sua vita (2 Re 25,27-30). La sua famiglia mantenne la guida degli esiliati babilonesi (Ezechiele 1,2) e i suoi discendenti furono a capo di coloro che tornarono a Sion. Egli è l'antenato del padre terreno di Gesù, Giuseppe, secondo Matteo 1,12.

### La linea di Salomone
Dio afferma che la casa, il trono e il regno di Davide e della sua discendenza (nel verso che recita "colui che costruirà una casa al mio nome") sarebbero durati per sempre (2 Samuele 7,12–16, 2 Cronache 13,5, Salmi 89,20–37).
Tuttavia, 1 Re 9,4–7 così come 1 Cronache 28,5 e 2 Cronache 7,17 affermano che l'insediamento di Salomone è subordinato alla sua obbedienza ai comandamenti di Dio. Salomone costruì il tempio di Gerusalemme (2 Cronache 6,7–10, 2 Cronache 2,1), ma non obbedì ai comandamenti di Dio (1 Re 11,1–14).
La distruzione del regno di Giuda da parte di Nabucodonosor nel 586 a.C. pose fine al governo della casa reale di Davide.

## Dibattito
Alcuni studiosi affermano che Dio ha promesso a Davide una dinastia eterna incondizionatamente. (1 Re 11:36, 1 Re 15:4, 2 Re  8:19), ritenendo che questo patto sia messo a rischio dalla promessa condizionale di 1 Re 9:4-7. Qui la maggior parte degli interpreti ha associato l'espressione "trono di Israele" al trono della Monarchia Unita, vedendo in questo un aspetto condizionale della promessa divina. La compresenza di una promessa incondizionata e di una promessa condizionale alla casa di Davide crea un importante problema teologico.
I cristiani credono che la promessa non riguardi una regalità terrena permanente, quanto piuttosto la sopravvivenza di discendenti che avrebbero svolto il ruolo di re, come nel caso di Gesù, Re dei Re: 
(Walvoord, J. F., Zuck, R. B., & Dallas Theological Seminary. (1983-c1985))
Nel pensiero rabbinico, il ristabilimento del regno davidico era legato al Messia, che doveva essere un discendente del re Davide. Egli avrebbe riscattato gli ebrei dall'esilio e ristabilito la loro indipendenza nella terra d'Israele. Gli ebrei sostengono che Gesù non fu il Messia.
Basandosi su una distinzione tra ebrei purosangue ed ebrei mezzosangue nelle scritture (Numeri 1:18-44, Numeri 34:14; Levitico 24:10), essi affermano che per la legge ebraica un figlio adottivo non avrebbe potuto ereditare e rivendicare certe affiliazioni famigliari e tribali.
Inoltre, gli ebrei sostengono che il Messia avrebbe dovuto discendere attraverso Salomone, figlio di Davide (2 Sam 7:12-16, Salmi 89:28-38, 1 Cronache 17:11-14, 1 Cronache 22:9-10, 1 Cronache 28:6-7). Invece, la genealogia di Giuseppe fornita da Luca viene fatta risalire a Davide attraverso suo figlio Nathan (che non era un re).